# 삼생삼세 십리도화 (영화)
《삼생삼세 십리도화》(중국어: 三生三世十里桃花)는 2017년 개봉한 중국의 로맨스 판타지 영화이다.

## 출연
주연
- 유역비 - 사음 / 소소 / 백천 역
- 양양 - 묵연 / 야화 역

조연
- 뤄진
- 엄관